# Большой трахинот
Большой трахинот, или вест-индский трахинот (лат. Trachinotus goodei), — вид лучепёрых рыб семейства ставридовых. Широко распространены в тропических и тёплых умеренных водах западной части Атлантического океана. Максимальная длина тела 50 см. Морские бентопелагические рыбы.
Видовое название дано в честь американского ихтиолога Джорджа Брауна Гуда (лат. George Brown Goode) — американского ихтиолога, куратора и директора Смитсоновского института, который первым отметил данный вид рыб в водах США.

## Описание
Тело короткое, высокое, сжато с боков, покрыто мелкой циклоидной чешуёй. Относительная высота тела увеличивается по мере роста рыб. У особей длиной менее 12 см высота тела укладывается 2,4—3,9 раз в стандартную длину тела, а у более крупных особей — 2—2,5 раза в стандартную длину тела. Верхний и нижний профили тела немного асимметричные. Верхний профиль головы полого снижается к закруглённому рылу. Глаза маленькие, их диаметр укладывается 3—4,1 раза в длину головы. Окончание верхней челюсти узкое, доходит до вертикали, проходящей через середину глаза. Зубы на обеих челюстях мелкие, конической формы, слегка загнуты назад; их количество снижается по мере роста рыб, но они есть у особей всех размеров. Нет зубов на языке. На верхней части первой жаберной дуги 4—9 жаберных тычинок, а на нижней — 8—14 тычинок. В первом спинном плавнике 6 отдельно сидящих колючек. Во втором спинном плавнике один жёсткий и 19—20 мягких лучей. В анальном плавнике один колючий и 16—18 мягких лучей. Перед плавником расположены 2 короткие колючки. Длина оснований второго спинного и анального плавников примерно одинаковая. Передние лучи спинного и анального плавников очень длинные, их окончания почти достигают концов лопастей хвостового плавника. Грудные плавники короткие, их длина укладывается 1,2—1,6 раза в длину головы. На хвостовом стебле нет канавок и килей. Хвостовой плавник глубоко раздвоенный. Боковая линия делает невысокую дугу на уровне середины второго спинного плавника. Позвонков: 10 туловищных и 14 хвостовых.
Тело голубовато-серебристого цвета, менее яркое по бокам, с 4-я узкими полосами по бокам тела и двумя точками вдоль боковой линии. У свежепойманных особей и после фиксации полосы и точки чёрного цвета, в естественных условиях обычно радужные или серебристые.

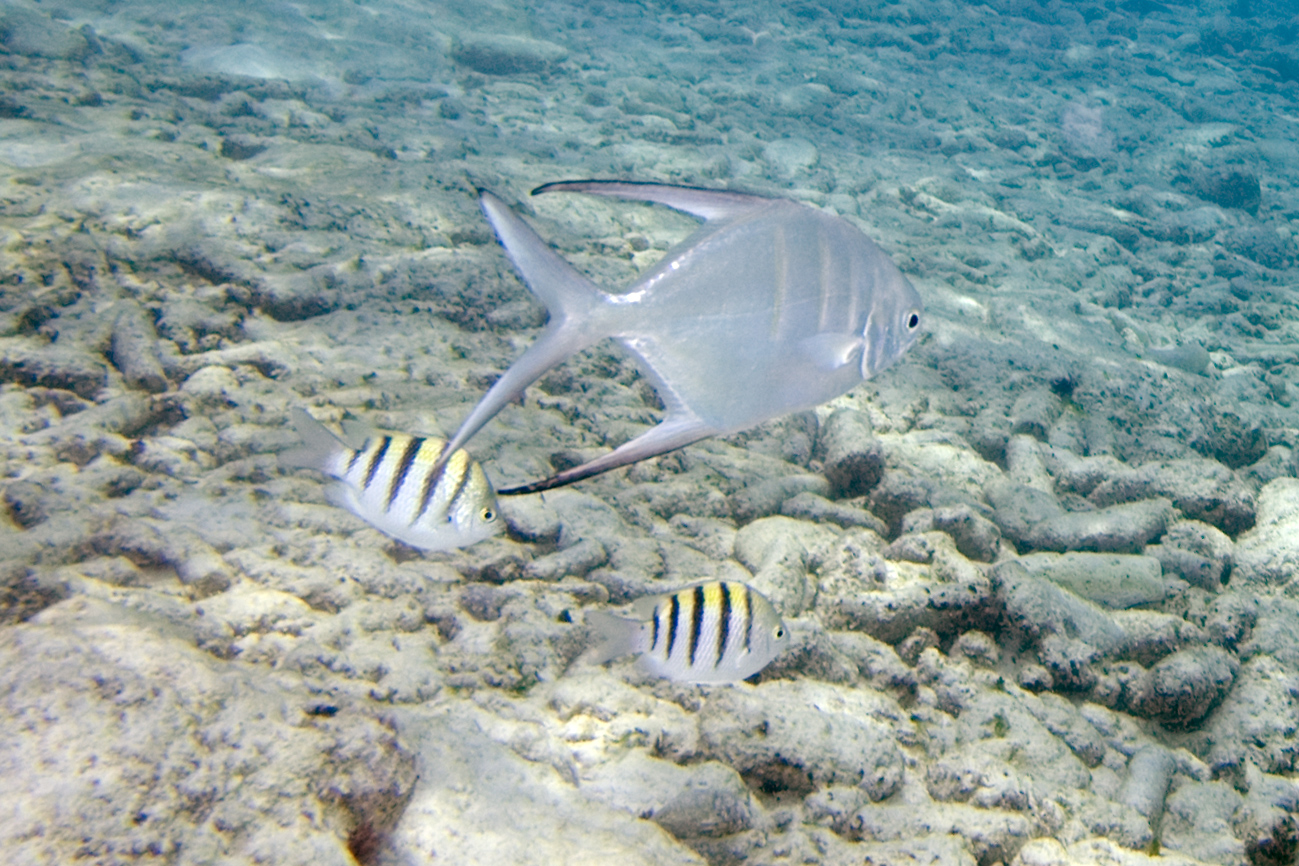

Максимальная длина тела — 50 см, обычно до 35 см. Масса тела до 560 г.

## Биология
Морские бентопелагические рыбы. Обитают в прибрежных водах на глубине 0—12 м над песчаными грунтами, часто в зоне прилива. Также встречаются вокруг рифов и скальных областей. Образуют большие стаи. Питаются мелкими ракообразными, полихетами, моллюсками и рыбами.

## Ареал
Широко распространены в западной части Атлантического океана от Массачусетса до Аргентины, включая Бермудские острова, Мексиканский залив и Карибское море.

## Взаимодействие с человеком
Имеют ограниченное местное промысловое значение. Популярный объект спортивной рыбалки. Рекордный экземпляр большого трахинота массой 0,81 кг был выловлен 12 июня 2006 году у берегов Техаса.